# Espen Knudsen
Espen Ramse Knudsen (Kristiansand, 5 marzo 1991) è un ex calciatore norvegese, di ruolo difensore.

## Carriera

### Club
Knudsen ha iniziato la carriera con la maglia dello Start. Ha esordito in squadra in data 12 ottobre 2008, sostituendo Kjetil Kamark nella sconfitta per 4-0 contro il Moss. Il 4 luglio 2010 ha debuttato nell'Eliteserien: è subentrato infatti ad Avni Pepa nella sconfitta per 4-2 in casa dell'Haugesund. Il 24 ottobre dello stesso anno ha segnato la prima rete nella massima divisione, nel successo per 3-2 sullo Stabæk. Alla fine dell'Eliteserien 2011, lo Start è retrocesso e Knudsen si è svincolato dal club.
Il difensore ha trovato allora un accordo contrattuale con il Jerv, in 2. divisjon. Alla fine della prima annata in squadra, il Jerv è retrocesso in 3. divisjon, ma ha riguadagnato la promozione già nel campionato 2013. Al termine della 2. divisjon 2014, la squadra ha conquistato la promozione in 1. divisjon. Il 28 settembre 2016, Knudsen ha rinnovato il contratto che lo legava al club per altre due stagioni.

## Statistiche

### Presenze e reti nei club
Statistiche aggiornate al 25 dicembre 2020.
| Stagione     | Club         | Campionato   | Campionato | Campionato | Coppe nazionali | Coppe nazionali | Coppe nazionali | Coppe continentali | Coppe continentali | Coppe continentali | Supercoppe | Supercoppe | Supercoppe | Totale | Totale |
| Stagione     | Club         | Comp         | Pres       | Reti       | Comp            | Pres            | Reti            | Comp               | Pres               | Reti               | Comp       | Pres       | Reti       | Pres   | Reti   |
| ------------ | ------------ | ------------ | ---------- | ---------- | --------------- | --------------- | --------------- | ------------------ | ------------------ | ------------------ | ---------- | ---------- | ---------- | ------ | ------ |
| 2008         | Start        | 1D           | 1          | 0          | CN              | ?               | ?               | -                  | -                  | -                  | -          | -          | -          | 1+     | 0+     |
| 2009         | Start        | ES           | 0          | 0          | CN              | 0               | 0               | -                  | -                  | -                  | -          | -          | -          | 0      | 0      |
| 2010         | Start        | ES           | 6          | 1          | CN              | 2               | 0               | -                  | -                  | -                  | -          | -          | -          | 8      | 1      |
| 2011         | Start        | ES           | 13         | 0          | CN              | 2               | 0               | -                  | -                  | -                  | -          | -          | -          | 15     | 0      |
| Totale Start | Totale Start | Totale Start | 20         | 1          |                 | 4+              | 0+              |                    | -                  | -                  |            | -          | -          | 24+    | 1+     |
| 2012         | Jerv         | 2D           | 25         | 2          | CN              | 2               | 0               | -                  | -                  | -                  | -          | -          | -          | 27     | 2      |
| 2013         | Jerv         | 3D           | ?          | ?          | CN              | ?               | ?               | -                  | -                  | -                  | -          | -          | -          | ?      | ?      |
| 2014         | Jerv         | 2D           | 25         | 0          | CN              | 1               | 0               | -                  | -                  | -                  | -          | -          | -          | 26     | 0      |
| 2015         | Jerv         | 1D           | 26+4       | 0          | CN              | 1               | 0               | -                  | -                  | -                  | -          | -          | -          | 31     | 0      |
| 2016         | Jerv         | 1D           | 28+4       | 0          | CN              | 2               | 0               | -                  | -                  | -                  | -          | -          | -          | 34     | 0      |
| 2017         | Jerv         | 1D           | 22         | 1          | CN              | 2               | 0               | -                  | -                  | -                  | -          | -          | -          | 24     | 1      |
| 2018         | Jerv         | 1D           | 27         | 2          | CN              | 1               | 0               | -                  | -                  | -                  | -          | -          | -          | 28     | 2      |
| 2019         | Jerv         | 1D           | 29         | 0          | CN              | 2               | 0               | -                  | -                  | -                  | -          | -          | -          | 31     | 0      |
| 2020         | Jerv         | 1D           | 28         | 4          | -               | -               | -               | -                  | -                  | -                  | -          | -          | -          | 28     | 4      |
| Totale Jerv  | Totale Jerv  | Totale Jerv  | 210+8+     | 9+0+       |                 | 11+             | 0+              |                    | -                  | -                  |            | -          | -          | 230+   | 9+     |
| Totale       | Totale       | Totale       | 230+8+     | 9+0+       |                 | 15+             | 0+              |                    | -                  | -                  |            | -          | -          | 253+   | 9      |

## Palmarès

### Club

#### Competizioni giovanili
- Norgesmesterskapet G19: 1

Start: 2007